# ألي ميريا (ماغنيسيا)
ألي ميريا (Άλλη Μεριά) هي قرية تابعة لبلدية فولوس في ثيساليا. بلغ عدد سكانها 770 نسمة حسب تعداد 2011. بنيت على ارتفاع 160 مترًا  عند سفح بيليون، على بعد 4 كم شرق فولوس.

## أصل الاسم
هناك عدة تظريات عن أصل الاسم. أكثرها شيوعًا هو أنها تقع مقابل (άλλη μεριά) من أنو فولو. اقترح غيانيس كورداتوس أن الاسم أتى من الكلمة العربية التركية Almeria أو المراعي. هناك نظرية أخرى أيضًا تقول على أنه كان «مرعى» (μεριάς) علي.

## التاريخ
شيدت القرية من قبل سكان ديميتريادا في القرن الخامس عشر (1426-1440 م)، الذين تركوا موطنهم القديم خوفًا من هجمات القراصنة. في الجانب الآخر استقر رعاة الماشية في المراعي الموجودة هناك. وفقا للمؤرخ نيكوس بانتازوبولوس، فإن أقدم ذكر للقرية جاء في قرار هيروغليفي صدر في عام 1615 والذي حدد حدود مجتمعات بورتاريا وكاتيخوري وآنو فولوس وماكرينيتسا.
استقر الأفلاق في الجانب الآخر في أواخر القرن الثامن عشر وأوائل القرن التاسع عشر وأنشأوا منطقتهم الخاصة، فلاخوماهالاس. عمل الأفلاق في البداية في تربية الحيوانات ثم في نقل المنتجات التجارية والزراعية. في بداية القرن العشرين كان سكان المنطقة من المزارعين وملاك الأراضي ومربي الماشية والبنائين. أشير إليها في تعداد عام 1881 باسم باكسيديس، وبلغ عدد سكانها 724 نسمة. ارتبطت القرية بفولوس براً في عام 1929، وتم ربط القرية بالكهرباء في عام 1951.
من عام 1883، انتمت ألي ميريا إلى بلدية يولكوس. وألغيت بلدية يولكوس في عام 1912، وضعت ألي ميريا كمقر لكومونة بنفس الاسم. في عام 1999 الغيت الكومونة وضم الطرف الآخر إلى بلدية بورتاريا. والغيت بلدية بورتاريا مع برنامج كاليكراتيس وضمت المستوطنة إلى بلدية فولوس.
الجدول التالي يتضمن التطور الديموغرافي للمستوطنة:
| التعداد | 1928 | 1940 | 1951 | 1961 | 1971 | 1981 | 1991 | 2001  | 2011 |
| ------- | ---- | ---- | ---- | ---- | ---- | ---- | ---- | ----- | ---- |
| السكان  | 681  | 790  | 771  | 649  | 568  | 670  | 654  | 1.009 | 770  |

## مشاهد

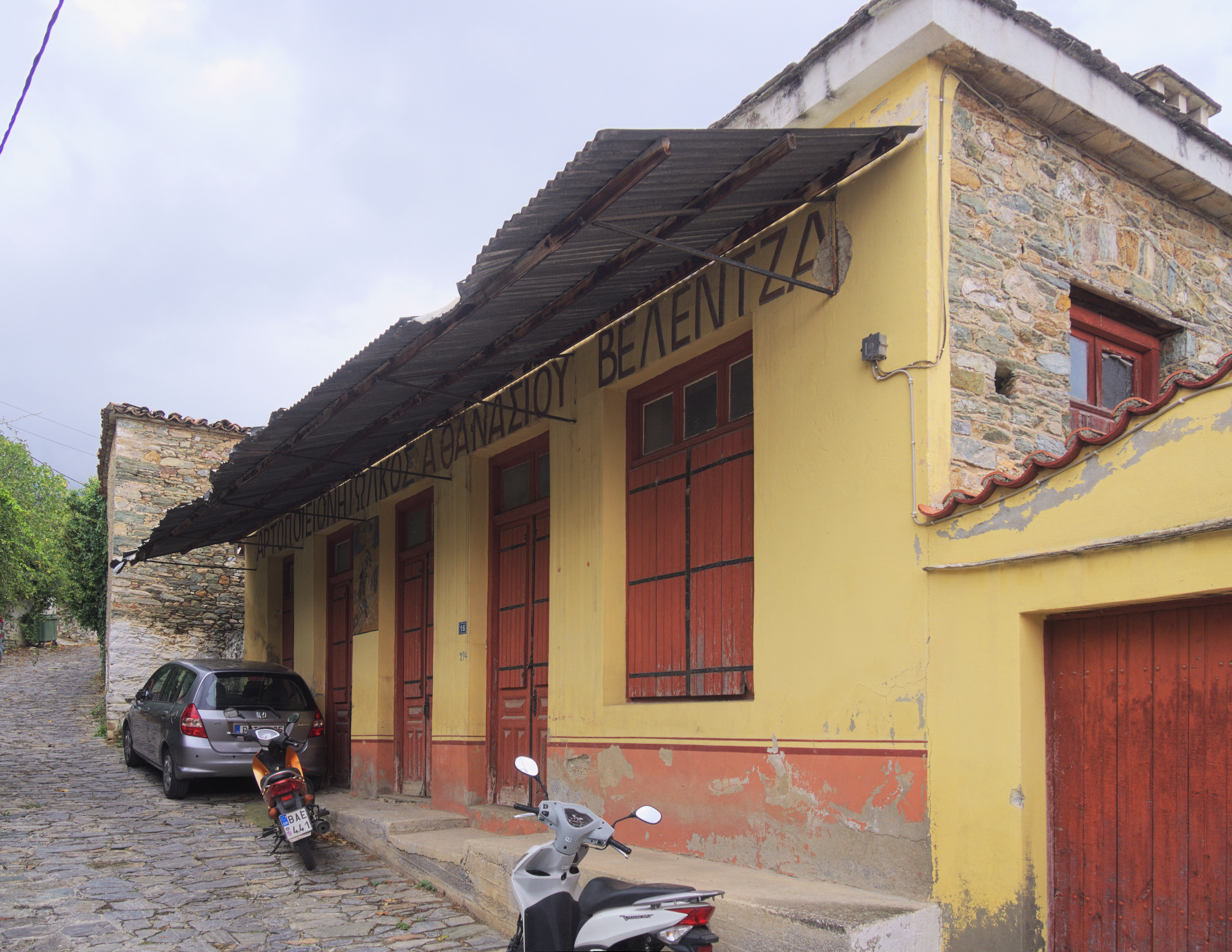
فرن فيلينتزا مزين بلوحات جدارية من قبل تيوفيلوس

وصفت ألي ميريا على أنها مستوطنة تقليدية. في الساحة المركزية للقرية توجد كنيسة أجيوس أثناسيوس ونافورة رخامية. من منازل القرية، صنف بيت ستورنارا كمبنى أثري. حيث بني في الفترة من عام 1850 إلى عام 1861 من قبل المصري يوانيس هاتزيارجيرس وبُني على الطراز الكلاسيكي الجديد. كما وصف قصر هاتزيارجيري بأنه عمل فني لأنه مثال لعمارة بيليون، حيث شيد في النصف الثاني من القرن التاسع عشر.
يوجد في القرية أيضا فرن فيلينتزا، حيث توجد لوحات جدارية لثيوفيلوس. بني المخبز في عام 1897، وفقًا للتاريخ المحفور على الفرن، وعمل به كمخبز ومتجر بقالة ونبيذ. وزين الجزء الداخلي من المبنى بواسطة الرسام ثيوفيلوس في عام 1910 بتسع لوحات جدارية منقوشة.
في الجانب الآخر يوجد جسر مقنطر مبني بالحجارة.

## الرياضة
تأسست جمعية ياسون ألي ميريا الرياضية في عام 1974، ولديها قسم لكرة القدم. لقد خطط لوضع دروس للعبتي كرة السلة والكرة الطائرة، ولكنها لم تمض قدمًا. وكان مقرها الرئيسي هو ملعب أليس ميريا، والذي كان حتى عام 2019 ملعب تدريب فريق أوليمبيك فولوس.